# Gustav Tammann (Chemiker)

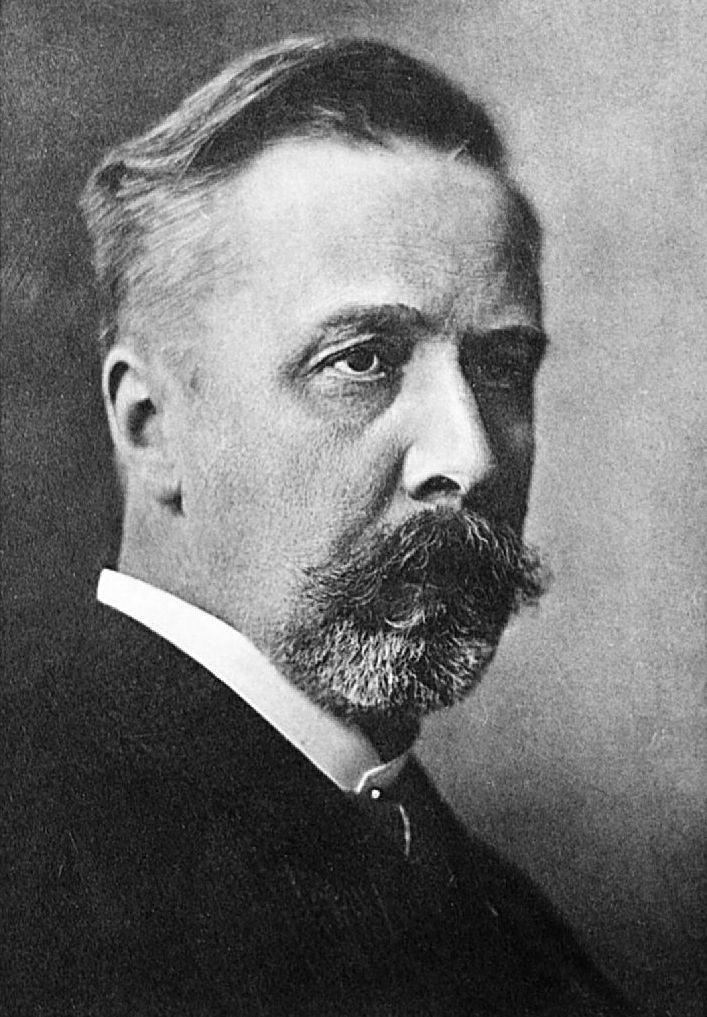
Gustav Tammann, 1913

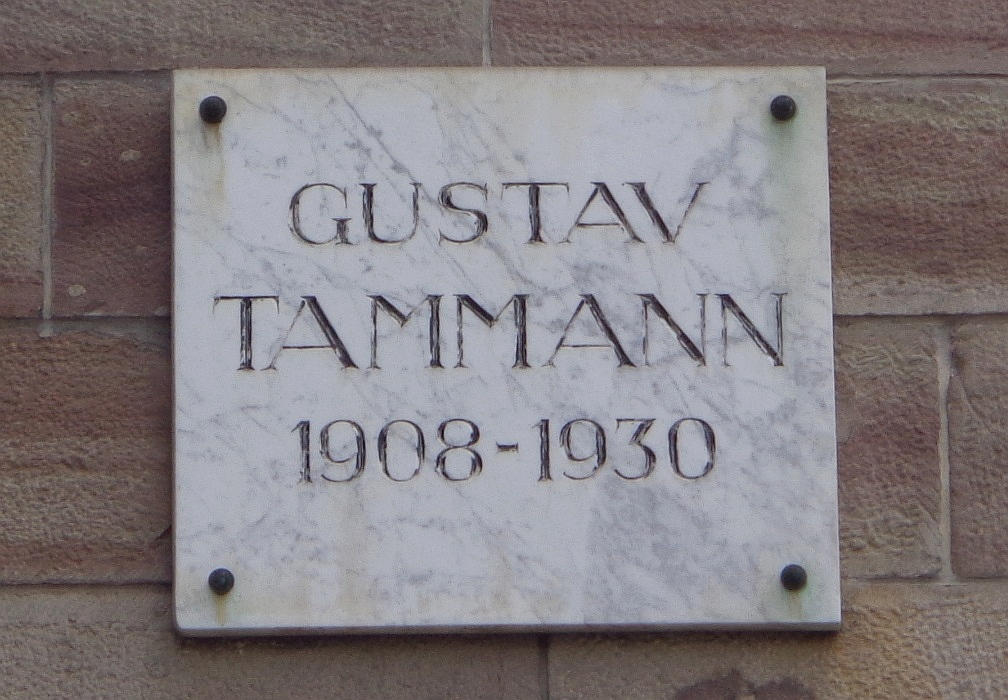
Göttinger Gedenktafel für Gustav Tammann

Gustav Heinrich Johann Apollon Tammann (* 16. Maijul. / 28. Mai 1861greg. in Jamburg, Gouvernement Sankt Petersburg, Russisches Kaiserreich; † 17. Dezember 1938 in Göttingen) war ein deutsch-baltischer Chemiker.

## Leben
Tammann war der Sohn eines Arztes. Er studierte Chemie an der Kaiserlichen Universität Dorpat und wurde 1889 Dozent. Im Jahr 1890 promovierte er dort mit einer Arbeit über die Metamerie der Metaphosphate. 1892 wurde Tammann außerordentlicher und 1894 ordentlicher Professor in Dorpat.
1903 wurde Tammann an die Universität Göttingen als Direktor des neu gegründeten Instituts für Anorganische Chemie berufen. 1907/1908 wurde er Direktor des Instituts für Physikalische Chemie als Nachfolger von Walther Nernst und Friedrich Dolezalek (bis 1929). 1910 wurde er zum ordentlichen Mitglied der Göttinger Akademie der Wissenschaften und 1919 zum korrespondierenden Mitglied der Preußischen Akademie der Wissenschaften gewählt. Seit 1912 war er korrespondierendes und seit 1927 Ehrenmitglied der Russischen Akademie der Wissenschaften.
1925 erhielt Gustav Tammann die Liebig-Denkmünze des Vereins Deutscher Chemiker. 1926 wurde ihm von der Technischen Hochschule Dresden der Ehrendoktortitel verliehen.
Anlässlich des Geburtstages von Adolf Hitler am 20. April 1936 wurde Tammann kurz vor dem 75. Geburtstag mit dem Adlerschild des Deutschen Reiches geehrt (Widmung: Dem Altmeister der deutschen Metallurgie). 1936 wurde er zum Mitglied der Deutschen Akademie der Naturforscher Leopoldina gewählt.
Zu seinen Studenten gehörten William Minot Guertler und der japanische Metallurge Kōtarō Honda.
Sein Sohn Heinrich Tammann (1894–1946) war Mediziner, sein Enkel war der Astronom Gustav Andreas Tammann (1932–2019).
Gustav Tammanns Grab befindet sich im Tammann-Familiengrab mit einer Palmetten-bekrönten Stele auf dem Stadtfriedhof Göttingen.

## Leistungen
Sein Interesse galt besonders der Physik und der Physikalischen Chemie der Metalle, und er gilt als Begründer der modernen Metallkunde.
Er verfasste bedeutende Arbeiten über intermediäre Verbindungen, insbesondere die intermetallischen Verbindungen sowie über Kristallisations- und Schmelzvorgänge. Nach ihm sind die „Tammann-Regeln“ und „Tammann-Temperaturen“ über Selbstdiffusionsvorgänge in Kristallen sowie die „Tammannsche Gleichung“ benannt. Er entwickelte den „Tammann-Ofen“ mit Widerstandsheizung zur Erzeugung von Temperaturen bis 3000 Grad Celsius. Er gilt als der Begründer der modernen Metallographie und der Thermoanalyse. Zu seinen Veröffentlichungen gehören ein „Lehrbuch der Metallographie“ (1914, 4. Auflage 1932 unter dem Titel „Lehrbuch der Metallkunde“) und die Monographie „Der Glaszustand“ (1933).
Siehe auch: Vogel-Fulcher-Tammann-Gleichung

## Nachwirkungen
Die Deutsche Gesellschaft für Materialkunde (DGM) verleiht die Tammann-Gedenkmünze, die an Mitglieder der DGM verliehen wird für den Aufbau oder die Leitung wissenschaftlicher und technischer Arbeitsgruppen, mit denen sie eigene Forschungs- oder Entwicklungskonzepte schöpferisch verwirklicht haben.
Die Fakultät für Chemie der Universität Göttingen verleiht den Gustav-Tammann-Preis für die beste Masterarbeit des Jahres. Zudem sind die Tammann Peaks in der Antarktis nach ihm benannt.